# Embassytown
Embassytown är en roman av den brittiske fantasy-författaren China Miéville och den är hans första space opera. Den publicerades i UK av Pan Macmillan i maj 2011, och i USA av Del Rey Books senare i maj 2011. En begränsad utgåva släpptes av Subterranean Press. Romanen utspelar sig i en avlägsen framtid och rum kring staden Embassytown, bland dess främmande ursprungsbefolkning, känd som Ariekei, deras ”Språk” och det mänskliga utbytet med dem. Romanen blev väl mottagen och vann 2012 års Locuspriset för Bästa Science fiction-roman. Den var en av sex som nådde finalen av Nebulapriset för bästa roman och en av fem nominerade till Hugopriset för bästa roman 2012.

## Spelplatsen
Embassytown äger mestadels rum i titelstaden på planeten Arieka. Embassytown sägs befinna sig på ”utkanten” av "Manchmal" (från tyska för "ibland"), utan att en sådan kant närmare definieras. I vart fall är det en avkrok av den kända rymden. Arieka är en planet där människor och "exoter", exotiska utomjordingar, samexisterar med ursprungsbefolkningen, de gåtfulla Ariekei – de kallas även ”värdarna”. Man har avancerad teknik, som dock bara beskrivs flyktigt i förbigående utom genmanipulation, som sätts i samband med interstellär samfärdsel, som påminner om den i Frank Herberts Dune. 

### Rum och tid
Romanen kan sorteras som en mycket mjuk science fiction, därför att den oftast undviker detaljerade förklaringar till teknisk-fysikaliska fenomen som förekommer. I någon flyende tid antas "Manchmal" vara den tredje cykeln av det kända universum, ett permanent universum med olika begrepp för tid och rum. Givet Ariekas avstånd från allt annat, kan det endast nås genom att talanger kan utbildas att ”segla” genom "Immern" (från tyska "alltid" ?), ett slags hyperrymd som skeppen far igenom på sina resor, som inte förefaller vara begränsade till galaxen utan även kan vara intergalaktiskt utsträckta. Sådana talanger kallas  "immerser" och kan hålla sig vakna under färden, när andra passagerare ligger nedsövda.
Författaren låter tid anges  i multipelenheter, kilo- och mega-, av timmar, men inte motsvarande för decimaler, centi- /milli-. Även år förekommer dock populärt, trots att förankring till Jorden sedan länge i inledande kapitel försäkras vara borta. Det påtagligare ”dag” förekommer också, ibland syftande på Ariekas dygnsrytm och att man fortfarande verkar sova  nattetid. Till och med månad och vecka dyker helt aningslöst upp. Vän av ordning väntar sig lite påtagligare kosmologi och hur man i någon ofullständig kalenderreform, som varken är metrisk eller decimal, kunnat fastna för den obekväma timmen som grundenhet för tid utan att åtminstone samtidigt göra sig av med minuter och sekunder.

## Handling
Huvudpersonen Avice Benner Cho är en "immerser", en resande på Immern, som nu har återvänt till sitt barndomshem på Arieka från sina äventyr i yttre rymden ("Out"). Få människor kan tala de gåtfulla Ariekei, värdarnas språk (som har denna enda beteckning ”Språk”), eftersom det kräver att talaren uttalar två ord på en gång. De som kan det är hittills gentekniskt framtagna lingvist-tvillingar kallade ambassadörer, uppfödda enbart för detta ändamål. Dessa ambassadörer talar i mun på varandra med ett sinne och kan på så sätt förstås av Ariekei, som inte erkänner någon annan form av tal, vilket medger handel i deras värdefulla teknik. Embassytown är en koloni till en stat som heter Bremen. Dess handelsvaror, tillsammans med Embassytowns unika position vid ”universums utkant”, innebär att  kolonin är av avgörande betydelse för dem.
Förhållandet mellan människa och Ariekei har förflutit relativt lugnt i många år, men när två personer anländer som en ny ambassadör och heter Ez/Ra, så förändras allt. Denne, som inte har genmanipulerats för att kunna tala Språk, lyckas ändå med detta. Denna nya Bremen-utvecklade ambassadör berusar Värdarna, vilket resulterar i att  hela Ariekei-befolkningen blir så till den grad beroende av ambassadörens tal, oavsett det sagda, att de inte kan leva utan det. Detta får allvarliga konsekvenser.

## Några aktörer
- Avice Benner Cho — Infödd embassytownare och Immerser. Hon är Sciles hustru och CalVins älskarinna.
- Scile — icke-infödd språkvetare och Avices make; tror att Språk bör förbli som det är oavsett konsekvenserna.
- Cal+Vin (eller CalVin) — Ambassadör med hög rang, Avice Benner Chos älskare.
- Mag+Da (eller MagDa) — Förste Ambassador.
- Ez+Ra (eller EzRa) — ny, Bremen-skapad ambassadör, som består av två icke-identiska människor. Även känd som "Gudsdrogen".
- Bren — ex-ambassadör som fortfarande bor i Embassytown och är  Avices rådgivare, ena halvan av den "kluvna" Ambassadör BrenDan.
- Ehrsul — en "autom" (från automaton), Avices bästa vän.

## Mottagande
”Sunday Telegraph” anför okritiskt att Mieville har konstruerat en andlöst tagande begreppsvärld: ”a new system of measuring time and neologisms....”
Ursula K. Le Guin, som granskat  boken för The Guardian, skrev att "Embassytown är ett komplett konstverk...fungerar på varje nivå, erbjuder fängslande skildring, utmärkt intellektuell skärpa och risk, moralisk finess, fina verbala fyrverkerier och sideshows, och till och med den gammalmodiga tillfredsställelsen att se en huvudperson bli mer person än hon utlovade sig vara."
”SF Forum” konstaterar i sitt Nebula-zine 2012 att romanen var trögläst och inte vann Arthur C. Clarke Award. Recensenten Carolina Gómez Lagerlöf tyckte dock att Embassytown är en äkta sf-roman och känns som den tyngsta av årets Nebula-nominerde.